# Balimbiang
Balimbiang is een bestuurslaag in het regentschap Tanah Datar van de provincie West-Sumatra, Indonesië. Balimbiang telt 7706 inwoners (volkstelling 2010).